# شورلت ایمپالا (نسل چهارم)
نسل چهارم شورلت ایمپالا (به انگلیسی: Chevrolet Impala) خودرویی است که در سال‌های ۱۹۶۴ تا ۱۹۷۰ در آرلینگتون، تگزاس، آتلانتا، سنت‌لوئیس، ویلمینگتن و اوشاوا تولید شده‌است.
طراحی آن موتور جلو-محور عقب بوده است. 